# Brian Ching
Brian Ching (* 24. května 1978) je bývalý americký fotbalový útočník.

## Klubová kariéra
S fotbalovou kariérou začal na středních školách na Havaji, v roce 1996 začal studovat na Gonzaga University ve státu Washington. Během studia hrál dva roky za Spokane Shadow ve 4. americké lize. V MLS draftu 2001 byl vybrán na 16. místě týmem Los Angeles Galaxy a stal se prvním vydraftovaným rodákem z Havaje. V MLS debutoval 7. dubna 2001 proti San Jose Earthquakes. V sezoně 2001 odehrál celkem 8 utkání. V únoru 2002 Galaxy podepsali Carlose Ruize a aby se vešel na soupisku, musel být Ching prodán a zbytek sezony odehrál v nižší lize za Seattle Sounders. V červenci 2002 byl v utkání 3. kola US Open Cupu proti San Jose Earthquakes v základní sestavě a proti Eddiemu Robinsonovi, který je považován za jednoho z nejlepších obránců historie MLS, předvedl nadstandardní výkon, který zaujal kouče Earthquakes Yallopa a ve speciálním draftu v únoru 2003 Chinga do San Jose podepsali. Ching debutoval 16. března v utkání Ligy mistrů proti guatemalskému CSD Municipal. V MLS debutoval 12. dubna 2003 proti Coloradu Rapids, skóroval po 53 vteřinách ve hře. V srpnu odehrál celé utkání US Open Cupu proti svému bývalému klubu ze Seattlu, jeho bývalý zaměstnavatel ale dokázal tým z vyšší ligy porazit. V srpnu si ale poranil Achillovu šlachu a do hry se dostal až v květnu příštího roku. V roce 2004 se s 12 góly stal spolu s Eddiem Johnsonem nejlepším střelcem ligy, byl jmenován do nejlepší XI soutěže a získal cenu pro comeback roku. Po sezoně 2005 se spolu se zbytkem týmu přesunul do nově vzniklého Houston Dynamo. V historicky prvním utkání Houstonu v MLS vstřelil čtyři góly Coloradu a stal se sedmým hráčem MLS, který to dokázal. Spolu s Houstonem oslavil v letech 2006 a 2007 zisk MLS Cupu.